# Giovanni Battista Pergolesi
Giovanni Battista Pergolesi (født 4. januar 1710, død 16. marts 1736) var en italiensk komponist. 
Pergolesi var sygelig og bevægelseshæmmet, men besad gode musikalske færdigheder. Han indledte sin musikkarriere som kordreng og studerede violinspil og komposition på musikkonservatoriet i Napoli. 1731 aflagde han med et dramma sacro sin eksamen og fik sin første opera opført samme år. Prins Ferdinando Colonna-Stigliano udnævnte 1732 Pergolesi til maestro di capella, men han fik kun fem år som kunstner, og døde allerede 26 år gammel af tuberkulose.

## Liv og virke
Pergolesi fik sin første musikundervisning af Francesco Santi, kapelmester ved domkirken i hjembyen Jesi. I 1722 begyndte han at studere ved Conservatorio dei Poveri di Gesù Cristo i Napoli. Hans vigtigste lærere var Gaetano Greco og Francesco Durante. Man antager, at han afsluttede sin studietid i sommeren 1731 med en opførsel af kantaten La conversione di San Guglielmo d'Aquitania i klosteret San Agnello.
Umiddelbart efter fik Pergolesi til opgave at skrive operaen Salustia til åbningen af karnevalstiden ved Teatro San Bartolomeo. Kastraten Nicolino (Niccolò Grimaldi) var tiltænkt hovedrollen, men han blev syg og døde i prøvetiden. Dermed blev premieren udsat, og viste sig til sidst at mislykkes helt. Samme år blev Pergolesi kapellmester hos fyrsten Ferdinando Colonna Stigliano.
Opførelsen af den komiske opera Lo frate innamorato den 28. september 1732 i Teatro dei Fiorentini blev derimod en langvarig succes. Den 29. november samme år rystede et ødelæggende jordskælv Napoli, og byens ledere besluttede at holde en årlig bønnegudstjeneste i kirken Santa Maria della Stella hver 31. december. Messe i D-dur og det meste af Pergolesis vesperkompositioner blev sandsynligvis skrevet i denne anledning. Til kejserindens fødselsdag den 28. august 1733 skrev han operaen Il prigionier superbo. Operaen indeholder det komiske mellemspil La serva padrona, som snart blev spillet over alt og blev musikteaterets første repertoirestykke.
Den 10. maj 1734 fulgte Pergolesi Stigliano til Rom, hvor en slægtning af hertug di Maddaloni Carafa udnævnte Pergolesi til sin kapelmester. På opdrag af hertugen skrev Pergolesi en messe i F-dur for to kor, som blev opført 16. maj 1734 i kirken San Lorenzo i Lucina.
Tilbage i Napoli blev hans nye opera Adriano in Siria opført i Teatro San Bartolomeo i anledning den spanske dronnings fødselsdag den 25. oktober 1734. Pergolesi måtte specialskrive hovedrollen for stjernekastraten Caffarelli, som sang sig til en stor succes, men operaen som sådan faldt igennem. Pergolesi fik en ny opgave med operaen L'Olimpiade, som havde premiere i Roms Teatro Tordinona i januar 1735. Ifølge samtidige beretninger stødte operaen på modstand, en misfornøjet tilskuer skal have kastet en appelsin i hovedet på komponisten.
I efteråret 1735 fik Pergolesi endelig en stor succes med operaen Il Flaminio, som blev opført i Teatro dei Fiorentini i Napoli. En bemærkning i librettoen forstås således, at han på forhånd var blevet udnævnt som organist i det kongelige kapel i Napoli. Mens han arbejdede på kantaten Il tempo felice til fyrsten Raimondo di San Severos bryllup i december 1735 blev han syg og måtte afbryde arbejdet. Pergolesi begav sig til badestedet Pozzuoli ved Napoli for at komme sig. Der skrev han, sandsynligvis på bestilling fra Confraternità dei Cavalieri di S. Luigi di Palazzo, det, som skulle blive den sidste komposition, som han fuldførte, den kendte Stabat Mater. Pergolesi døde af tuberkulose den 16. marts 1736 og blev bisat dagen efter i Franciskanerklosteret i Pozzuoli.

## Eftermæle
Pergolesis karriere efter, at han forlod konservatoriet, varede blot i fem år, men på denne korte tid skabte han en samling værker, som har holdt musikhistorikerne beskæftiget som ingen anden italiensk 1700-tals komponist kan måle sig med – bortset fra Vivaldi). På samme måde som for Mozart, gav Pergolesis tidlige død anledning til en så sværmerisk dyrkning og sentimental genierklæring, at den historiske person nærmest forsvandt. 
Desuden forsøgte mange forlæggere at tjene ekstra penge på Pergolesis hurtigt stigende posthume berømmelse ved at udgive værker af mindre kendte komponister under Pergolesis navn. Listen over værker, som fejlagtigt er blevet tilskrevet Pergolesi, er lige så lang som listen over hans autentiske kompositioner.
Pergolesis Stabat mater var et af de mest populære værker i 1700-tallet. Johann Sebastian Bach omarbejdede stykket til motetten Tilge, Höchster, meine Sünden (BWV 1083). Bratschen, som i originalversionen stort set går parallelt med bassen, fik i Bachs version en ny obligatstemme. Antonio Salieri og Franz Xaver Süßmayr skrev i slutningen af 1700-tallet en ny udgave af Stabat mater for sopran, alt, firestemmigt kor og orkester.
Efter en meget vellykket opførsel af Pergolesis Intermezzo La Serva padrona i Paris 1752 kom det til stridigheder mellem tilhængerne af den alvorlige franske Tragédie lyrique (fx Jean-Baptiste Lully og Jean-Philippe Rameau) og tilhængerne af den folkelige italienske Opera buffa. Pergolesi blev holdt frem som en model for opera buffa. Striden blev kaldt Querelle des bouffons ("komikernes slagsmål"), og stridighederne delte Paris' musikmiljø i to år.

## Operaer
- Salustia (1731)
- Lo frate´nnamorato (1732, revideret 1734)
- Il prigionier superbo 1733, med intermezzoet La serva padrona)
- Adriano in Siria (1734, med intermezzoet Livietta e Tracollo)
- L´Ompiade (1735)
- Il Flaminio (1735)

Derudover skrev han oratorier, messer og andet kirkemusik (deriblandt Stabat mater), kantater, arier og instrumentalmusik.
Pergolesis Stabat Mater (1736) spiller en rolle i den italienske forfatter Nicola Leccas roman Den sidste koncert (2006, dansk 2007).